# Vittorio Guidano
Vittorio F. Guidano A. (4 de agosto de 1944, Roma, Italia - 1999, Buenos Aires, Argentina) fue un neuropsiquiatra italiano, creador del Modelo Cognitivo Procesal Sistémico y la Terapia Cognitiva Posracionalista de tendencia cognitivo-constructivista.
Parecía que su objetivo profesional ya estaba delineado. Sin embargo, los acontecimientos del 68 le hicieron desviar su atención hacia lo social y, desde la perspectiva de la investigación pura, investigar lo social significaba poner el foco en el estudio científico del funcionamiento de base del individuo. Este nuevo interés determinó un cambio en su camino profesional, y fue así como decidió especializarse en psiquiatría.
Durante los años 69/70, en su búsqueda de marcos teóricos que sustentaran la investigación que deseaba realizar, se planteó hacerlo desde explicaciones teóricas para comprender científicamente el funcionamiento de base del ser humano.

## Formación
Cursa el Bachillerato en el Liceo G. B Vico de Roma. Obtiene en 1969 el título de doctorado en Medicina y Cirugía, en la Universidad de Roma La Sapienza. En 1972, se especializa en Neuropsiquiatría, en la Universidad de Pisa.
Desde 1970 a 1985, formó parte del Instituto de Psiquiatría (Director: Prof. G.C. Reda) de la Facultad de Medicina de la Universidad de Roma “La Sapienza”. Primero en calidad de becado del Ministerio de Educación Pública, en 1974 ya contratado y desde 1981 a 1985, finalmente como investigador confirmado. Fundamentando su teoría cognitiva posracionalista.
En 1972, fue uno de los fundadores de la Institución Italiana de Terapia Cognitiva y Conductual (S.I.T.C.C.) de la que fue Presidente hasta 1978. Desde su fundación, la S.I.T.C.C. ha sido reconocida por las correspondientes sociedades Europea (E.A.B.T.) y Americana (A.A.B.T.)
Desde 1979 a 1985, impartió clases de Psicoterapia Cognitiva en la Escuela de Especialización en Psiquiatría de la Facultad de Medicina de la Universidad de Roma “La Sapienza”. Luego se dedicó a escribir libros, publicaciones, participar en congresos internacionales y participar en universidades extranjeras en Europa y de toda América.

## Actividad científica y de investigación
La Psicología Cognitiva Posracionalista y la terapia que de la misma se desprende, configuran una nueva forma de comprender los procesos psicológicos siguiendo el modelo del Dr. Vittorio Guidano.
Este enfoque cognitivo toma como punto de partida la epistemología evolucionista siguiendo a los científicos Karl Popper, Konrad Lorenz y Donald T. Campbell. Posteriormente sigue la epistemología de tipo evolutiva de Humberto Maturana y Francisco Varela, que considera a la vida en un constante proceso de autopoiesis donde el individuo constantemente reorganiza su estructura para mantener su organización vital, donde el ambiente provee "perturbaciones" en las que el organismo y el exterior funcionan como un sistema y el organismo está en continua producción de sí mismo. Esto se une a una concepción del conocimiento como una característica de todos los seres vivos, considerado como un proceso permanentemente activo de construcción de hipótesis y teorías acerca de la realidad por parte del sujeto, en constante interacción consigo mismo y con el mundo como la autopoiesis. El conocimiento desde la perspectiva posracionalista sería no sólo cognitivo sino también perceptual, motor y emocional y la mente una activa constructora de significados y no pasiva procesadora de información.
En este marco se toma como objeto privilegiado de estudio, a la naturaleza y estructura de la experiencia humana que es intersubjetiva y donde se desarrollan procesos de apego que fueran descriptos por John Bowlby cuando enuncia la Teoría del apego.
Esta experiencia es vivida en 2 niveles diferentes en permanente relación funcional, que llamamos a) la experiencia inmediata, de tipo tácita y analógica y b) la explicación, explícita y ligada al lenguaje.
Esta teoría es tomada por Vittorio Guidano y será aplicada a la comprensión del significado de la experiencia humana en términos de establecer una correlación entre la secuencialización de la trama narrativa, esto es, la forma en que cada uno se cuenta su propia experiencia y las distintas tonalidades emocionales del individuo.
Partiendo de lo enunciado precedentemente, Guidano desarrolla una teoría psicológica explicativa que tiene en cuenta el carácter evolutivo y las formas organizativas funcionales y disfuncionales del psiquismo humano.
Así describe las Organizaciones Cognitivas de Significado Personal (OSP), que se consideran llaves explicativas que permiten comprender los procesos psicológicos. Cada una de estas consiste en un sistema de ordenamiento de la propia experiencia inmediata que se caracteriza por una personal y única manera de agrupar y combinar (en término de procesos) las tonalidades emocionales básicas, más un sistema explicativo que en permanente relación funcional con el anterior, intenta, también de una manera personal y única, hacer consistente esta experiencia en torno a una imagen consciente del sí mismo que otorgue un significado viable -en términos de la propia coherencia sistémica- a la propia existencia.
Es posible encontrar ciertas regularidades de estas OSP que permite ordenarlas en patrones, así se describen cuatro formas principales de Organización de significado personal que son: organización depresiva, organización fóbica, organización de los trastornos alimentarios psicogénicos y organización obsesivo-compulsiva.
En los últimos años hay diferentes tendencias, que se pueden distinguir en dos grandes vertientes: una fenomenológica-hermenéutica y otra de investigación en psicoterapia con un marco de referencia evolucionista. Ambas grandes líneas presentan grandes controversias (véase el colectivo de investigadores postracionalista: "Psicoterapia Postracionalista Fundamentada en Investigación", dirigidos por el psicólogo Álvaro Quiñones, Ph.D
), 
y la tendencia de Giampiero Arciero (2004)
.
Por otra parte, según los psicoterapeutas e investigadores en psicoterapia postracionalista (ligados al IPRA en el tiempo en que Vittorio Guiado era su Director), el modelo de Vittorio Guidano se desarrolla fundamentada en investigación y no sobre la base de filosofía (no reconocen a Giampiero Arciero como postracionalista sino como un representante de una suerte de fenomenología sin investigación de ninguna naturaleza en psicoterapia). Está tendencia creciente se denomina  Psicoterapia Postracionalista Fundamentada en Investigación (véase Quiñones, A., Ugarte, C, y otros).  En lo fundamental plantean: 1)  la importancia fundamental de la investigación en psicoterapia y ámbitos asociados (ej: neurociencias, psicopatología evolutiva, engaño social y autoengaño, tiempo subjetivo y autoorganización); 2)  la práctica clínica replicable; 3 ) modelo de formulación de caso fundamentado en investigación [RMPS] 4) la epistemología evolucionista que facilite entender problemas y generar investigación útil; 5)  fomentar la teoría clínica de la autoorganización fundamentada en investigación y práctica clínica naturalística. Parte de los desarrollos de está tendencia se pueden encontrar en (Quiñones, A., Cimbolli, P., & Pascale, A., 2014).

## Revistas de las que formó parte del Comité Científico
- Ricerche di Psicología, Franco Angeli, Editor.
- Psicobjettivo, Rivista quadrimestral di Psicoterapie a confronto. Cedis Editor.
- Ecologia della Mente, Nis Editor Revista Argentina de Clínica Psicológica, Aiglé Editor. Buenos Aires Journal of Cognitive Psychotherapy, Springer Editor, Nueva York.
- Journal of Constructivist Psychology, Taylor & Frances, Washington D. C.

## Congresos nacionales e internacionales
- Pennsylvania State University, Estados Unidos (1982, 1983, 1985)
- New York University, Estados Unidos (1985)
- University of California, Santa Barbara, Estados Unidos (1986, 1988)
- Universidad de Lisboa, Portugal (1988, 1992, 1995)
- Universidad de Barcelona, España (1990, 1992, 1995)
- Universidad de Buenos Aires, Argentina (1992)
- Universidad de Chile, Chile (1992)
- Universidad de Siena, Italia (1998)

## Libros publicados
- con Liotti, G. Elementi di Psicoterapia comportamentale. Bulzoni, Roma, 1979.

- con Reda, M.A. (a cargo de) Cognitivismo e Psicoterapia. F. Angeli, Milano 1981.

- con Liotti, G. Cognitive processes and emotional disorders. Guilford, New York, 1983.

- Complexity of the Self. Guilford, New York, 1987. Traducción italiana: “La complessità del Sè”, Bollati Boringhieri, Torino, 1988.

- The self in process. Guilford, New York, 1991. Traducción italiana: ”Il sè nel suo divenire”, Bollati Boringhieri, Torino 1992. Ed. española, Paidós, Barcelona, Buenos Aires, con el título “El sí mismo en Proceso”.

- Desarrollo de la Terapia Cognitiva Post-Racionalista. A.Ruiz (ed.) Editorial Instituto de Terapia Cognitiva, Santiago de Chile, 1995

- (curaduría Á. Quiñones Bergeret) “Psicoterapia cognitiva post-razionalista” F. Angeli ed. Milano. 2007.

- (curaduría G. Cutolo) “La psicoterapia tra arte e scienza. V.Guidano insegna ‘come si fa’ la psicoterapia cognitiva post-razionalista”. F.Angeli ed. Milano. 2008.

- (curaduría G. Mannino) “Le dimensioni del Sé”  Alpes ed. 2010.